# 青理东
青理东（1962年1月—），男性，四川南充人，中华人民共和国政治人物。

## 生平
1962年1月，青理东出生在四川省南充县（今南充市）。1981年，青理东进入南充财贸学校商业会计专业学习。
1983年，青理东毕业后到南充县（今高坪区）粮食局工作，1987年8月进入南充县（今高坪区）团委工作，期间于1988年12月加入中国共产党。1990年2月，青理东出任南充市财政局企业科、预算科科长。1996年3月，青理东出任南充市财政收费管理局局长。1999年7月，青理东转任中共南充市高坪区委副书记。2001年9月，青理东转任南充市商业银行筹备组副组长、代行长、行长。
2002年3月，青理东调任中共巴中市委副秘书长，同年10月兼任市委政研室主任。
2003年7月，青理东调任中共南江县委书记，2006年10月起兼任县人大常委会主任。
2008年11月，青理东调任中共阿坝藏族羌族自治州委常委，同年12月兼任中共汶川县委书记，2009年3月兼任县人大常委会主任。2013年，中国中央电视台新闻频道《朝闻天下》曾播出一期“县委书记青理东：母亲捡废品”的节目，以称颂他的勤政。
2014年2月，青理东调任中共雅安市委副书记。
2016年11月，青理东调任四川省供销合作社联合社主任、党组书记（正厅级）。

### 落马
2018年7月5日，青理东因为涉嫌严重违纪违法接受四川省纪委监委纪律审查和监察调查。青理东任职中共汶川县委书记时的县长廖敏在2023年12月落马。
2019年1月25日，青理东遭到开除党籍、开除公职处分，同年3月1日，青理东涉嫌受贿、滥用职权、巨额财产来源不明一案，经四川省人民检察院指定管辖，由内江市人民检察院向内江市中级人民法院提起公诉。4月29日，内江市中级人民法院一审公开开庭审理了青理东受贿、滥用职权、巨额财产来源不明一案，内江检方指控青理东在2003年至2018年间利用职务之便，在干部提拔、工作调整和工程项目等方面为他人谋取利益，收受贿赂约人民币468万余元；2009年8月主政汶川期间，青理東擅自决定将某度假村项目的土地以低价出让，造成国家利益损失1153万余元；截至2018年10月，他的家庭财产尚有797万余元不能说明合法来源。11月21日，四川省内江市中级人民法院一审以青理东受贿、滥用职权、巨额财产来源三罪并罚，判处其有期徒刑16年，并且处罚金人民币80万元，赃款上缴国库。